# Sremm 4 Life
Sremm 4 Life è il quarto album in studio del gruppo musicale statunitense Rae Sremmurd, pubblicato il 7 aprile 2023 dalla Interscope Records e dalla Ear Drummers Entertainment.
L'album è stato preceduto da due singoli, Torpedo e Tanisha (Pump That). L'album vede le collaborazioni degli artisti Future e Young Thug.